# Miltonia spectabilis
Miltonia spectabilis, também conhecido como bailarina, é uma espécie de  planta do grupo Miltonia.
Miltonia spectabilis é a espécie tipo do gênero, e ocorre na Floresta Atlântica, sobretudo nos estados do Rio de Janeiro e Espírito Santo. É facilmente reconhecida pelas pétalas brancas e labelo rosa estriado de veias mais escura. As inflorescências unifloras com as brácteas agrupadas no ápice, formando um envelope são bastante peculiares (caráter compartilhado com Miltonia moreliana que, entretanto, tem fenologia, cores e formato do labelo diferentes). 

## Taxonomia
A espécie foi decrita em 1837 por John Lindley.
São conhecidas as seguintes subspécies de Miltonia spectabilis Lindl.:  
Os seguintes sinônimos já foram catalogados:  
- Macrochilus fryanus  Knowles & Westc.
- Miltonia bicolor  B.S.Williams
- Miltonia spectabilis aspersa  Rchb.f.
- Miltonia spectabilis bicolor  G.Nicholson
- Miltonia spectabilis lineata  L.Linden & Rodigas
- Miltonia spectabilis porphyroglossa  Rchb.f.
- Miltonia spectabilis radians  Rchb.f.
- Miltonia spectabilis rosea  auct.
- Miltonia spectabilis virginalis  Lem.
- Oncidium spectabile  (Lindl.) Beer

## Conservação
A espécie faz parte da Lista Vermelha das espécies ameaçadas do estado do Espírito Santo, no sudeste do Brasil.

## Distribuição
A espécie é encontrada nos estados brasileiros de Espírito Santo, Minas Gerais, Rio de Janeiro e São Paulo.